# Sekemib-Perenmaat
Sekemib-Perenmaat je ime faraona 2. egipatske dinastije, za koga neki pretpostavljaju da bi mogao biti ista osoba kao i faraon Set-Peribsen, dok drugi misle da je riječ o zasebnom vladaru koji je vladao Donjim Egiptom u isto doba kada je Peribsen vladao Gornjim Egiptom. 

## Ime
| G5 |

| s | U36 | F34 | pr · n | mA | t |

Sekemib-Perenmaat u svom imenu sadrži ime božice reda Ma'at, koja je božanska sestra faraona. Ime se prevodi kao "moćnog srca, onaj koji je došao iz kozmičkog reda". 

## Istraživanje
Nedavni arheološki dokazi iz Sakare, podržavaju teoriju o tome da je Kasekemui nasljednik Sekemiba-Perenmaata. Peribsen je potvrđen isključivo u gornjoegipatskim nalazištima kao što su Abid i Elefantina, što također sugerira da je bio izgubio vlast nad Donjim Egiptom za svoje vladavine. Nijedan predmet ili tekst iz doba druge dinastije s Peribsenovim imenom nije pronađen u Sakari. Nasuprot tome, Sekemib-Perenmaat je potvrđen u Sakari i njegov grob u Umm el-Qa'abu je smješten blizu groba Kasekemuija, posljednjeg vladara druge dinastije. Pretpostavljalo se da je Sekemib-Perenmaat prethodnik Kasekemuija. Tu pretpostavku sada potvrđuje otkriće fragmenta otiska pečata Sekemiba-Perenmaata u Kasekemuijevom grobu u Umm el-Qa'abu. Francesco Raffaele tvrdi da ovo otkriće jača hipotezu o direktnoj sukscesiji Kasekemuija nakon Sekemiba-Perenmaata na kraju egipatske druge dinastije. Kako Peribsen spada u novu kronologiju nije poznato.

## Zaključak
Na kraju, postoje tri teorije o Sekemibu-Perenmaatu:
- Set-Peribsen i Sekemib-Perenmaat su isti vladar,
- Sekemib je starije Peribsenovo ime,
- Sekemib je pokopao Peribsena, te ga naslijedio; vjerojatno mu je bio sin.

## Vanjske poveznice
|  | Zajednički poslužitelj ima još gradiva o temi Sekemib-Perenmaat |